# Рейнгессен

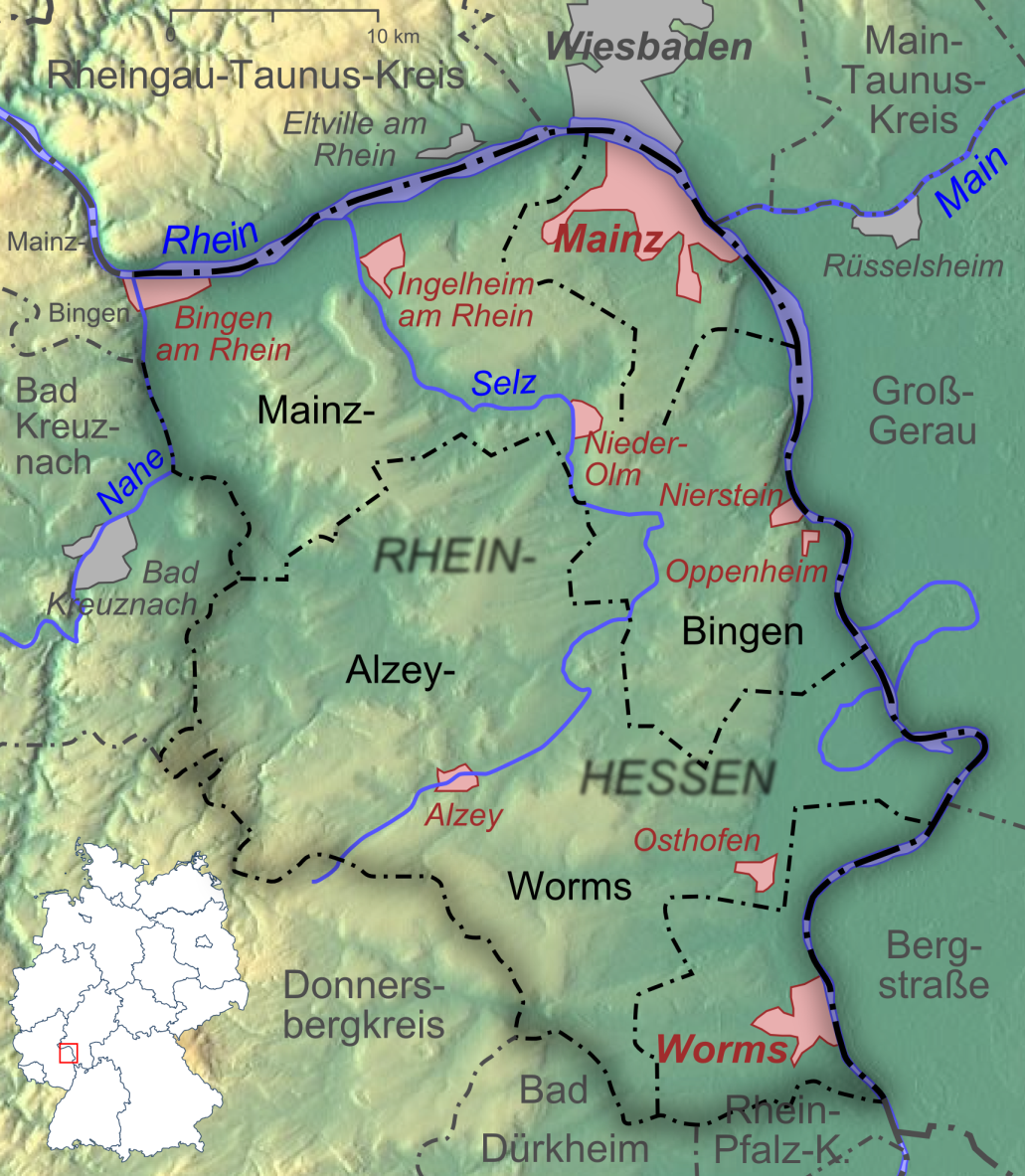

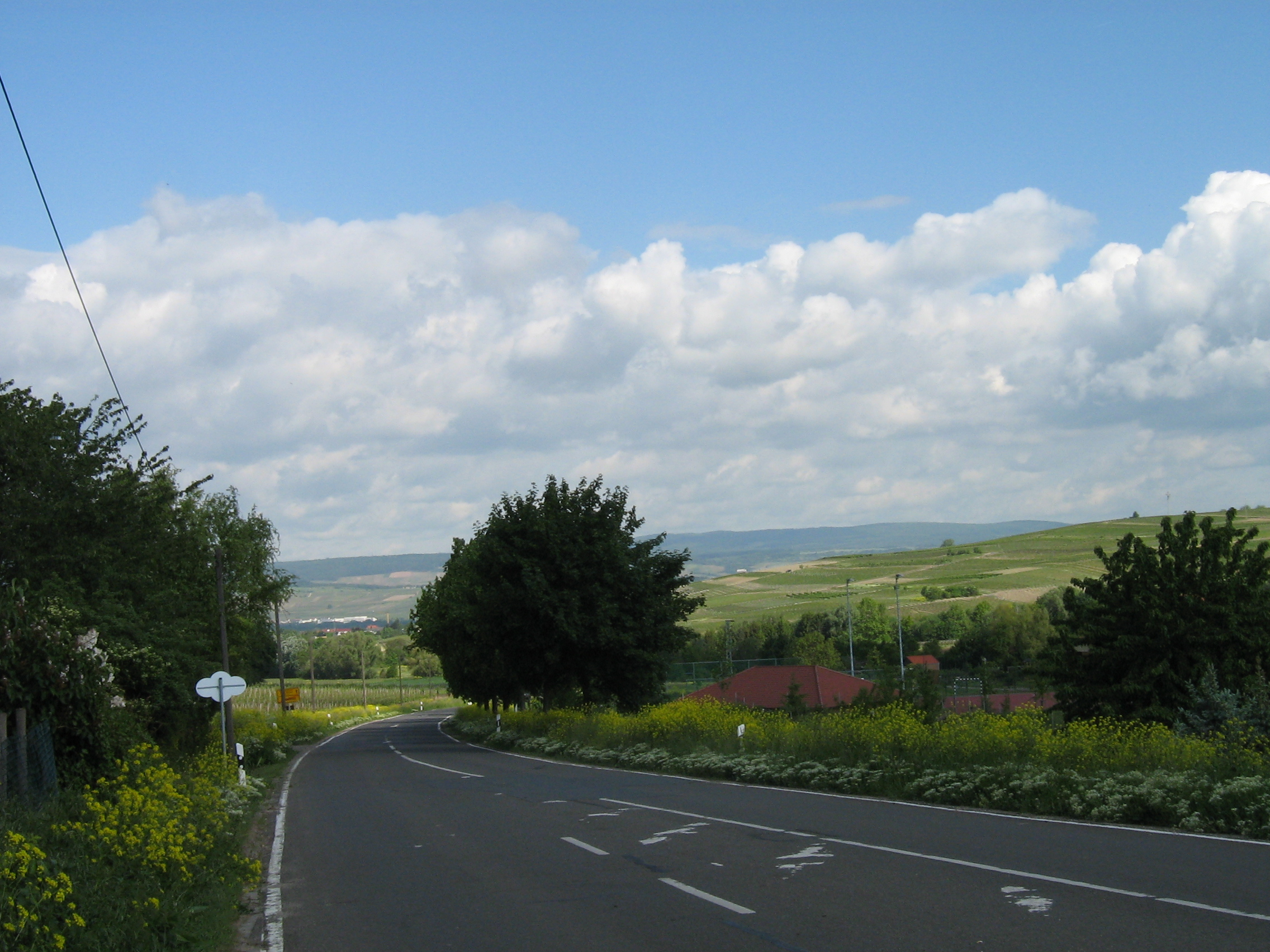
Ландшафты Рейнгессена

Рейнгессен (нем. Rheinhessen) — исторический и винодельческий регион на западе Германии в федеральной земле Рейнланд-Пфальц. Ландшафт региона представляет собой холмистую равнину.

## География
Рейнгессен находится в северо-восточной части Рейнланд-Пфальца. На севере и востоке его границами является Рейн, на западе — реки Наэ и Альзенц. Общая площадь территории составляет 1.400 км², численность проживающего на ней населения — более 600 тысяч человек. В Рейнгессене расположена столица земли Рейнланд-Пфальц — Майнц, а также такие крупные города как Альцай, Бинген-на-Рейне и Вормс. Кроме этого следует упомянуть города Ингельхайм-ам-Райн, Нирштайн, Оппенхайм, Наккенхайм, Боденхайм, Остхофен, Вёрштадт. Близ города Накенхейм, на Рейне в составе Рейнгессена находятся два острова — Зендхен и Киссельвёрт.
Рейнгессен состоит из 100 городов, городских районов и общин. Большинство из них носят окончание -хейм. 40 % из них дали свои наименования для образования фамилий, среди которых наиболее известной является Оппенгеймер, старинная еврейская фамилия, объединяющая потомков выходцев из рейнгессенского города Оппенхайм.

## История
Территория Рейнгессена была заселена человеком ещё в доисторические времена, о чём говорят многочисленные находки, например могильные поля близ Фломборна, относящиеся к каменному веку. Среди других уникальных открытий следует назвать сокровища кельтского периода, римские театр и храм в Майнце, могилу франкского князя во Флонхейме.
При разделе Франкской империи Карла Великого территория Рейнгессена согласно Верденскому договору 843 года вошла в состав Восточно-Франкского королевства Людвига Немецкого. На территории Рейнгессена сохранились два из трёх имперских соборов — Майнцский собор и Вормский собор.
Рейнгессен заселялся и служил плацдармом для дальнейшего перемещения для многих народов Европы — начиная с римской эпохи. Одним из них, оставивших свой след в истории региона, были евреи. В Вормсе кладбище Heiliger Sand является старейшим сохранившимся еврейским кладбищем Европы. Вормской синагоге около 1.000 лет.
После окончания Тридцатилетней войны пфальцский курфюрст Карл I Людвиг предложил городу Вормсу в 1659 году построить здесь крепость, университет и резиденцию курфюрста (вместо разрушенного во время войны Гейдельбергского замка, однако преданные императору Священной Римской империи жители имперского города ему в этом отказали. В 1660 году курфюрст повторил своё предложение, и после вторичного отказа с 1720 года курфюрст Пфальца Карл III Филипп строит свою новую резиденцию в Мангейме.
Наименование региона Рейнгессен относится к 1815 году, когда ранее в значительной мере политически разделённая территория была впервые объединена и вошла в состав Великого герцогства Гессен. До этого она частично принадлежала курфюршеству Пфальц, Майнцскому архиепископству и Вормскому епископству. С 1816 и по 1919 провинция Рейнгессен входила в состав Великого герцогства Гессен. Затем, до 1945 года, была частью Свободного государства Гессен (Volksstaat Hessen). После окончания Второй мировой войны входила в американскую оккупационную зону.

## Виноделие

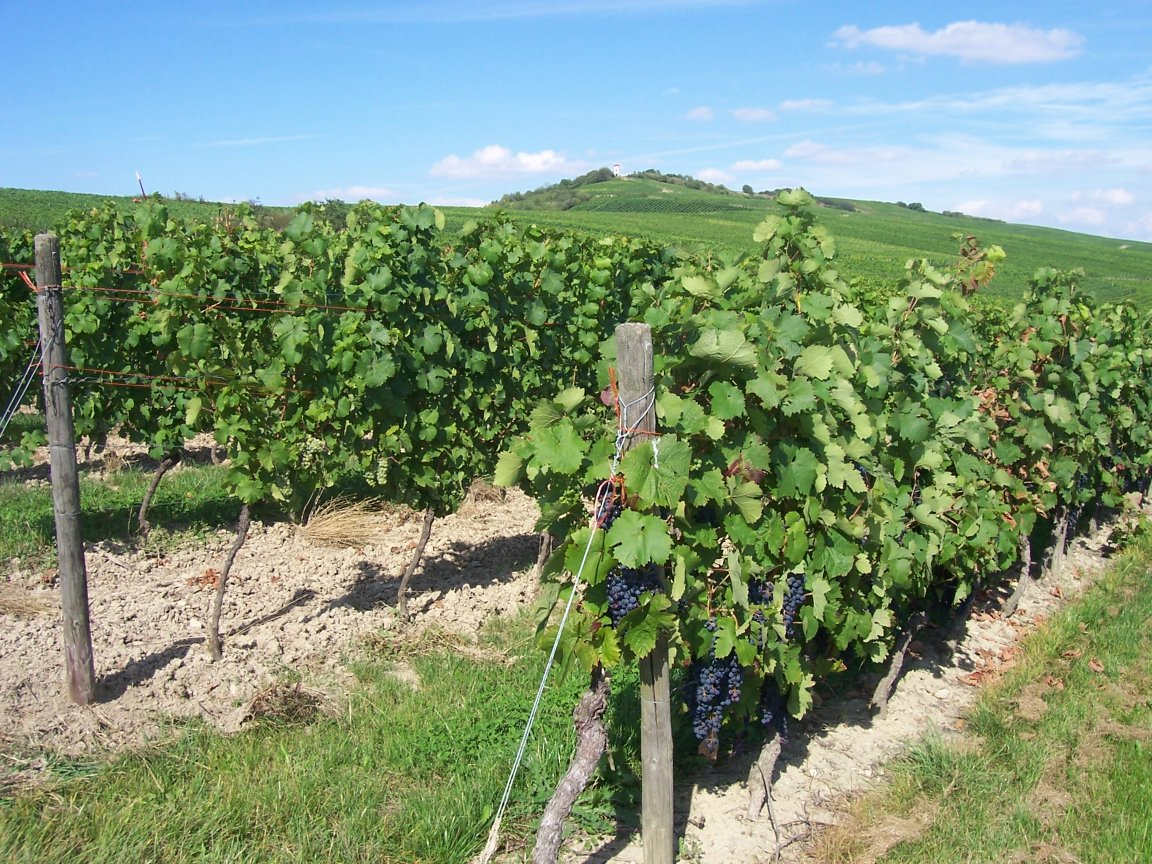
Виноградники Штадеккен-Эльсхайма

Виноградники Рейнгессена занимают более 26 тысяч гектаров, что делает его крупнейшим винодельческим регионом Германии. Наиболее распространены сорта мюллер-тургау, рислинг, дорнфельдер. С мая 2006 года Майнц и Рейнгессен являются членами Great Wine Capitals Global Network (GWC) — организации, объединяющей известнейшие винодельческие города и территории во всём мире.